# Philodendron rothschuhianum
Philodendron rothschuhianum är en kallaväxtart som först beskrevs av Adolf Engler, och fick sitt nu gällande namn av Thomas Bernard Croat och Michael Howard Grayum. Philodendron rothschuhianum ingår i släktet Philodendron och familjen kallaväxter. Inga underarter finns listade.